# Przycinanie dziobów

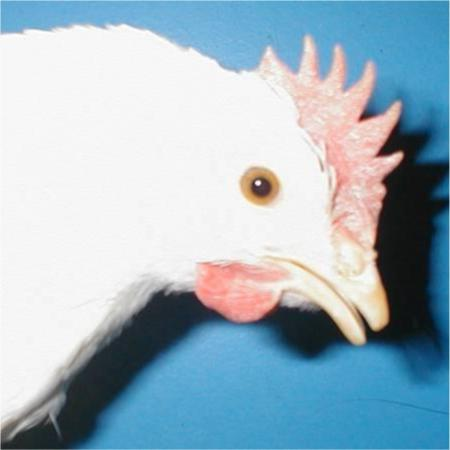
Kogut z przycięty dziobem

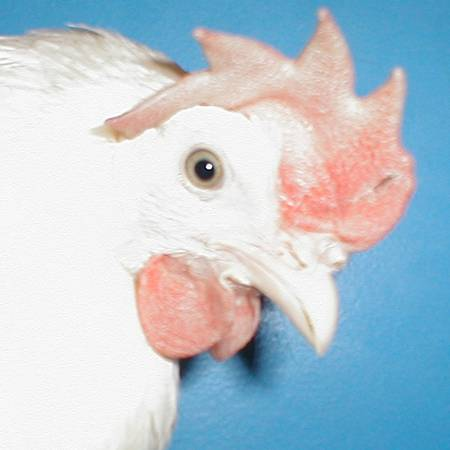
Kogut tej samej rasy z nienaruszonym dziobem

Przycinanie dziobów (ang. debeaking) – zabieg polegający na częściowym usunięciu dzioba, a następnie przypaleniu go celem uniknięcia zakażeń i krwotoków (dziób jest bardzo silnie ukrwiony i unerwiony). Wykonuje się go u drobiu hodowlanego, głównie u kurczaków i indyków. Najczęściej dziób skraca się na stałe, niemniej zdarzają się odrosty.

## Przebieg procedury
Dziób najczęściej przycina się w pierwszym dniu życia ptaka, tuż po wylęgu. Skraca się równo obie części dzioba. Wykonanie zabiegu u jednodniówek jest najbardziej korzystne z punktu widzenia organizacji pracy. Po wybraniu piskląt do chowu, zaszczepieniu i podzieleniu na płeć, pisklęta do momentu sprzedaży trzymane są w pudełkach. Można wówczas, zgodnie z bieżącymi zamówieniami, łatwo dokonywać debeakingu. Po zabiegu ptaki co najmniej przez kilka godzin nie mogą mieć dostępu do wody i paszy. Do wody należy dodawać witaminę K, która przeciwdziała krwotokom. Inny zalecany termin zabiegu to okres między 6. a 10. dniem życia. Przycina się wtedy od 1/3 do 1/2 dzioba. Przycinanie dziobów u starszych ptaków może powodować krwotoki, a także trudności z pobieraniem karmy. 
Przycinanie powinno być wykonywane starannie, przez wykwalifikowany personel. Zbyt niska temperatura aparatu przycinającego powoduje krwotoki, zbyt wysoka grozi oparzeniem dzioba. Po zabiegu w karmidłach musi znajdować się odpowiednio duża ilość paszy, tak aby ptaki nie pukały bolącymi dziobami w blachę. 
Zabieg przycinania dziobów jest szczególnie zalecany w kurnikach o gorszych warunkach środowiskowych, nadmiernie zagęszczonych, gdzie występuje przegrzanie ptaków i niedobór świeżego powietrza. 

## Historia
Debeaking wykonano po raz pierwszy w Ohio Experiment Station w latach trzydziestych dwudziestego wieku. Początkowo przycinanie miało efekt tymczasowy; przycinano nieco ponad 6 milimetrów dzioba przy użyciu ostrego noża. Zabiegu dokonywano w sytuacji, gdy zdarzały się przypadki kanibalizmu ze skutkiem śmiertelnym, bądź kiedy spodziewano się kanibalizmu ze względu na określoną rasę hodowli.
Kanibalizm wśród drobiu stanowił poważny problem nawet w czasach poprzedzających intensywną hodowlę. Cytując Poultry Husbandry, podręcznik dla hodowców napisany w roku 1938:

Kurczęta i dorosłe osobniki dziobią się nawzajem, co prowadzi w początkowej fazie do krwawienia; kontynuacja dziobania może się zakończyć nawet śmiercią. Opisane zjawisko powoduje duże straty w stadzie. Ma to miejsce głównie wtedy, gdy ptaki są trzymane w zamkniętych pomieszczeniach. Ohio Experiment Station poleca obcinanie górnej części dzioba jako sposób na kanibalizm przynajmniej do momentu odrośnięcia dzioba.

Kanibalizm w najwyższym nasileniu objawia się dwukrotnie w cyklu: w czasie wysiadywania jaj oraz w początkowym okresie składania tychże. W opinii personelu Ohio Experiment Station problem kanibalizmu nie był zjawiskiem stałym, a tylko fazą w rozwoju ptaków i dlatego czasowe stępianie dziobów zostało uznane za rozwiązanie adekwatne do potrzeb.
Praktyka czasowego skracania dziobów ewoluowała w kierunku nieodwracalnego skracania za pomocą elektrycznie podgrzewanych ostrzy w maszynie skracającej. Metoda ta prowadzi do samozasklepienia się rany. Maszynki z podgrzewanymi ostrzami są dzisiaj w powszechnym użyciu, jakkolwiek testowane są kolejne metody, takie jak zimne ostrza, laser oraz podczerwień. W przypadku indyków preferowane jest urządzenie o nazwie biobeaker, które przy użyciu prądu elektrycznego wypala niewielką dziurkę w górnej części dzioba.

## Argumenty za i przeciw
Z przycinaniem dziobów nieodłącznie wiąże się stres zwierzęcia i ból. Ten ostatni występuje w momencie samego zabiegu, a potem także długoterminowo - na skutek upośledzenia możliwości spożywania paszy. Przystosowanie się ptaków do pobierania paszy z racji zmienionego kształtu dzioba wymaga pewnego czasu. Z kolei zalety debeakingu obejmują: rzadsze przypadki dziobania się osobników, wydzierania sobie piór i kanibalizmu oraz zredukowanie poziomu stresu w dłuższej perspektywie. Stres doznawany przez poszczególne osobniki w procesie skracania dzioba równoważony jest przez korzyści, jakie ten zabieg przynosi w odniesieniu do całego stada.

### Ból związany z przycinaniem dzioba
W dziobie znajdują się receptory odpowiadające za odczuwanie bólu (nocyceptory). Przycinanie dzioba powoduje, że w pozostałej części organu uaktywnia się zaburzony proces reakcji systemu nerwowego, który można zinterpretować jako ostry ból. Odnotowuje się występowanie nerwiaków w dziobach, które zostały poddane zabiegowi skracania w przypadku kurczaków w wieku pięciu tygodni lub u osobników starszych, jeśli dzioby zostały znacznie skrócone. Przez nerwiaki rozumie się splątaną masę napuchniętych włókien neurytowych. W procesie zdrowienia nerwiaki formują się jako etap naturalnego procesu regeneracji. W końcu włókna nerwowe odrastają, nadmiar włókien neurytowych ulega regresji i nerwiaki zanikają. Jeśli zabieg przycinania dzioba jest bardzo inwazyjny z powodu niewłaściwej procedury lub ze względu na bardziej zaawansowany wiek ptaka, nerwiaki mogą pozostać na stałe i powodować chroniczny ból. Jednakże nerwiaki nie pozostają na stałe, jeśli przycięcie dziobów miało miejsce u kurczaków dziesięciodniowych lub młodszych i gdy przycięło się 50% lub mniej dzioba. 

## Alternatywa dla przycinania dziobów
Rozważa się różne metody zastępujące debeaking, na przykład modyfikacje genetycznymi mające zredukować występowanie kanibalizmu. W hodowlach zamkniętych, gdzie możliwa jest kontrola światła, obniżanie intensywności oświetlenia do poziomu, kiedy zwierzęta się nie widzą - wyraźnie redukuje antagonistyczne zachowania i agresywność. Wprowadzenie we wczesnych stadiach życia ptaków w miejsce ich pobytu prostych urządzeń, które zmniejszają nudę, prowadzi do redukcji agresywnych zachowań. Dzielenie populacji na mniejsze grupy także ogranicza kanibalizm. Zapobieganie niedowadze kurczaków zmniejsza możliwość wypadnięcia macicy, która to przypadłość sprzyja zachowaniom kanibalistycznym.